# Bratske (Krasnoperekopsk)
Bratske (în ucraineană Братське) este localitatea de reședință a comunei Bratske din raionul Krasnoperekopsk, Republica Autonomă Crimeea, Ucraina.

## Demografie
Componența lingvistică a localității Bratske
     Ucraineană (43,02%)
     Rusă (41,9%)
     Tătară crimeeană (13,19%)
     Alte limbi (1,12%)
Conform recensământului din 2001, nu exista o limbă vorbită de majoritatea populației, aceasta fiind compusă din vorbitori de ucraineană (43,02%), rusă (41,9%) și tătară crimeeană (13,19%).